# Хортіатіс
Хортіатіс (грец. Χορτιάτης, англ. Chortiatis) — гора у Греції, на північному заході півострова Халкідіки на території нома Салоніки, на південний захід від міста Салоніки. Висота найвищого піку — 1 201 м.